# Franz I de Liechtenstein
Franz I (1853 - 1938 in) fou tretzè príncep de Liechtenstein i desè sobirà d'aquest  estat, germà de l'anterior príncep  Johannes II.

## Vida
Batejat amb el nom Franz de Paula Maria Karl August, havia nascut al castell de Mödling a Liechtenstein el 28 d'agost de 1853, essent el fill menor d'Alois II i de Francesca Kinsky von Wchinitz und Tettau.
Va fer estudis de Dret a les universitats de Viena i Praga. Després va entrar en l'exèrcit, però aviat es va dedicar a la diplomàcia. Entre 1879 i 1882 va treballar per l'ambaixada austrohongaresa a Brussel·les. També va ajudar el seu germà, el príncep  Johann II en els assumptes d'estat.
Entre 1894 i 1898 va ser ambaixador imperial austrohongarès a Sant Petersburg i va conrear una estreta relació amb el tsar Nicolau II de Rússia. A proposta seva, el 1907, es va fundar l'Institut d'Història de l'Est Europeu dins la Universitat de Viena, incloent una biblioteca amb llibres comprats a Rússia.

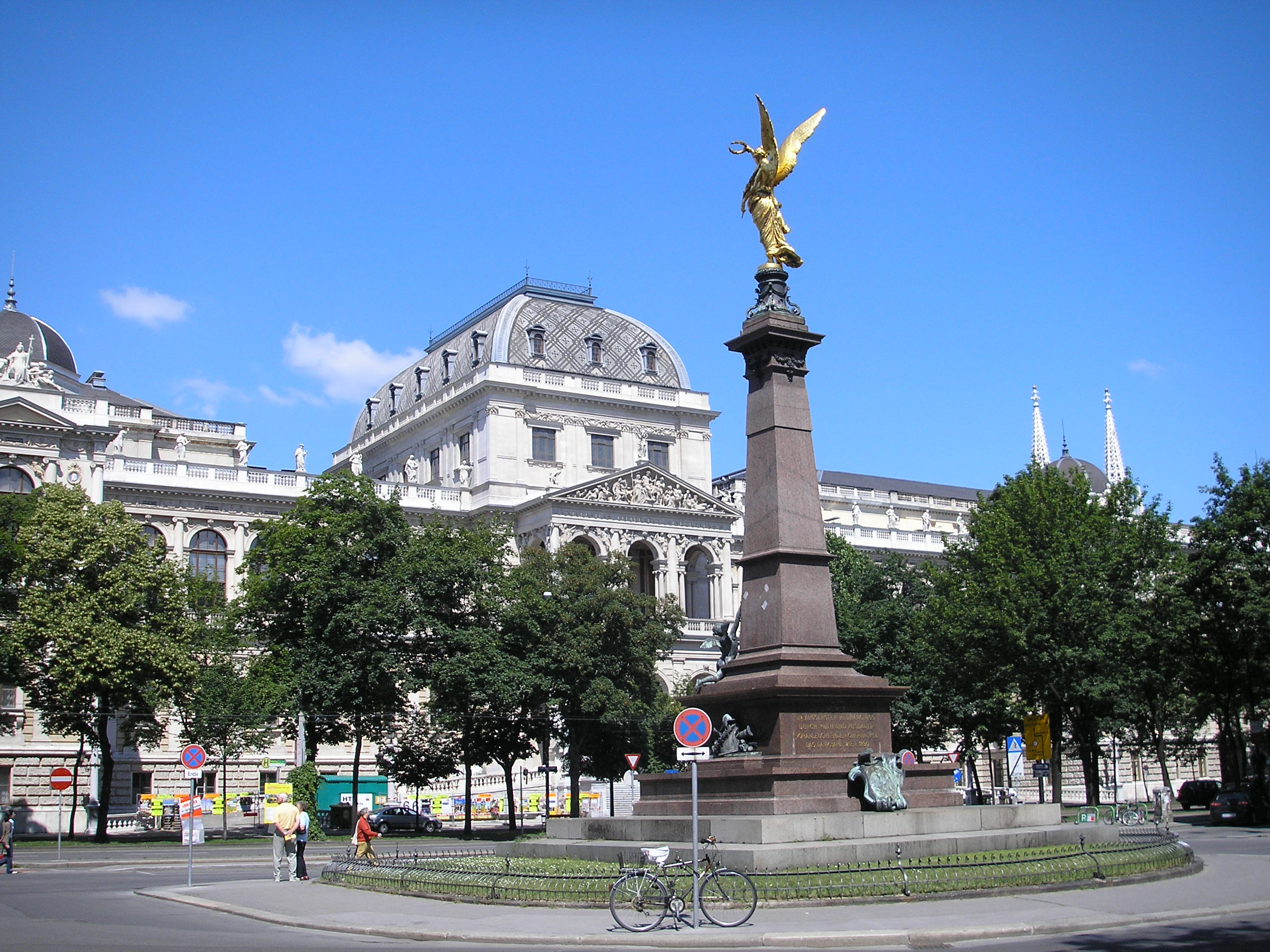
Universitat de Viena

El 1914 va ser nomenat membre honorari de l'Acadèmia de Ciències Austriaca a Viena. El 1917 va rebre el nomenament de cavaller nº1204 de l'Orde del Toisó d'Or.

## Sobirà
Amb la mort del seu germà Johann l'any 1929 va passar a ser cap d'estat de Liechtenstein, aleshores tenia 76 anys.
El 22 de juliol d'aquell mateix any es va casar amb la vídua Elsa von Gutmann (1875-1947), la qual coneixia des de 1914 i que no havia estat acceptada pel difunt Johann per ser jueva i d'origen plebeu. La parella no va tenir fills.

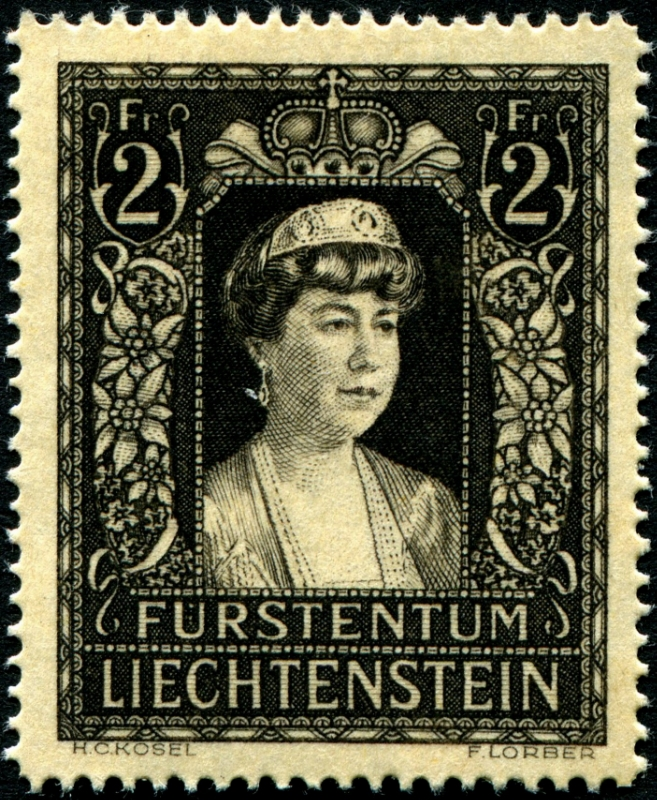
Segell amb el retrat d'Elsa von Gutmann

## Mort i successió
El príncep Franz I va morir el 25 de juliol de 1938 a Feldsberg i va ser sepultat a la cripta nova de la família Liechtenstein a Vranov u Brna.
Com que no va tenir descendència, el títol el va heretar el net de la seva germana, Franz Josef.